# Augusta (Schiff, 1864)
Die Augusta war eine Korvette (sogenannte Glattdeckskorvette) der Preußischen Marine, die bei der Reichsgründung 1871 in die Kaiserliche Marine übernommen wurde. 1884 wurde sie als Kreuzerkorvette umklassifiziert. Sie sank 1885 in einem Zyklon.

## Lebenslauf und Verbleib

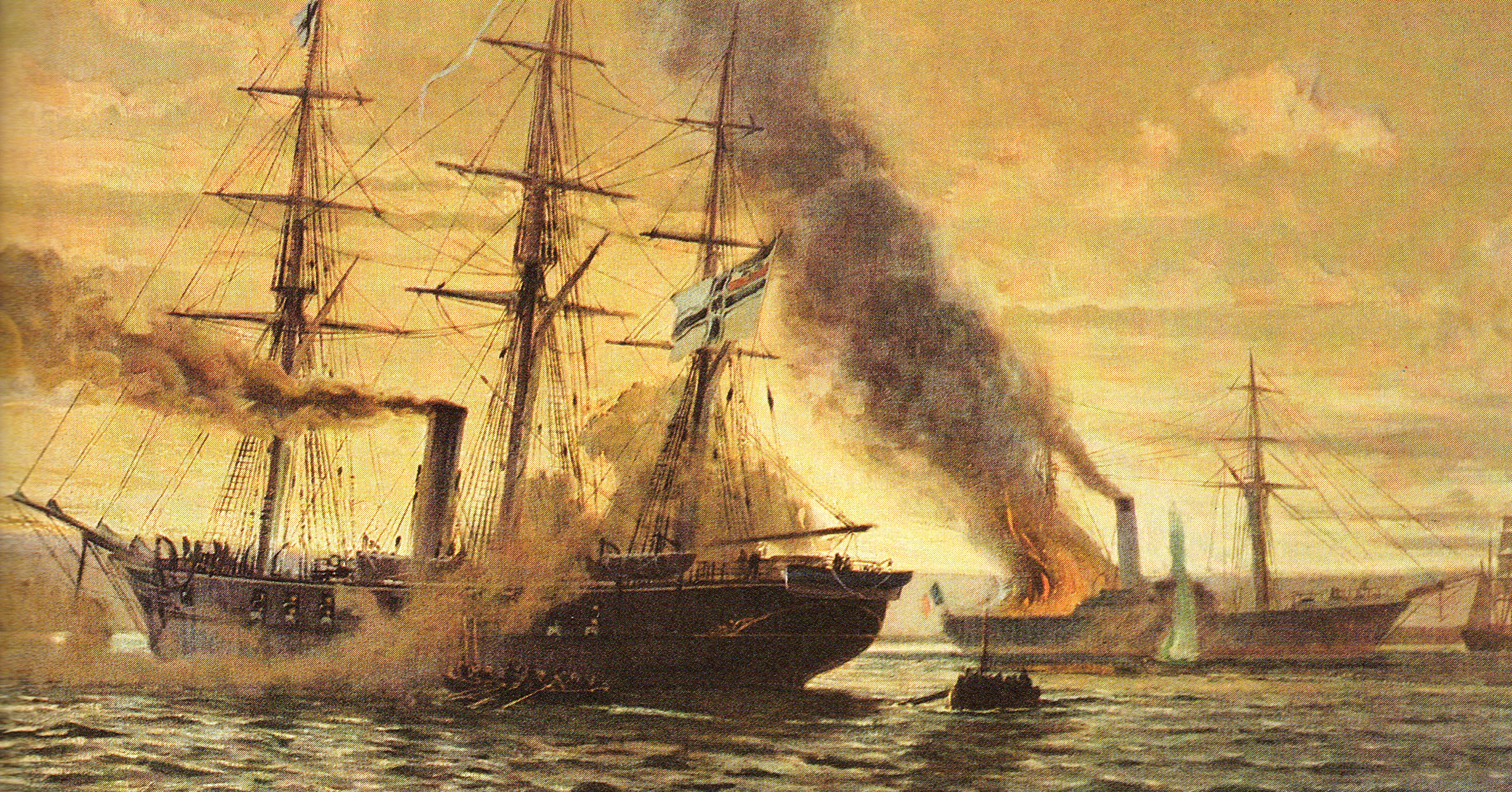
Die preußische Kriegskorvette Augusta, Gironde, 1870 (Alexander Kircher)

Die Konföderierten Staaten hatten für den Einsatz im Sezessionskrieg bei L’Arman Frères in Bordeaux zwei Schiffe bestellt. Um dies zu verschleiern und internationale Verwicklungen zu verhüten, wurden die Schiffe unter den (scheinbar japanischen) Namen Yeddo und Osakka gebaut. Der tatsächliche Name der Yeddo wäre Mississippi gewesen. Die Ablieferung wurde durch das persönliche Eingreifen Kaiser Napoleons III. unterbunden, der eine Verwicklung Frankreichs in den Krieg vermeiden wollte.
Als die Abgabe an den Auftraggeber nicht mehr möglich war, wurden die Schiffe während des Deutsch-Dänischen Krieges am 13. Mai 1864 vom Königreich Preußen angekauft. Die Yeddo wurde als Augusta, benannt nach der preußischen Königin und Ehefrau von Wilhelm I. Augusta, und die Osakka als Victoria in Dienst gestellt. Die Augusta traf jedoch erst im Juli 1864 und damit nach Kriegsende in der Nordsee ein und blieb bis zum Frühjahr 1865 im Dienst, um die Besatzung einzuweisen.

### Einsatz auf der Westindischen Station (1867–1868)

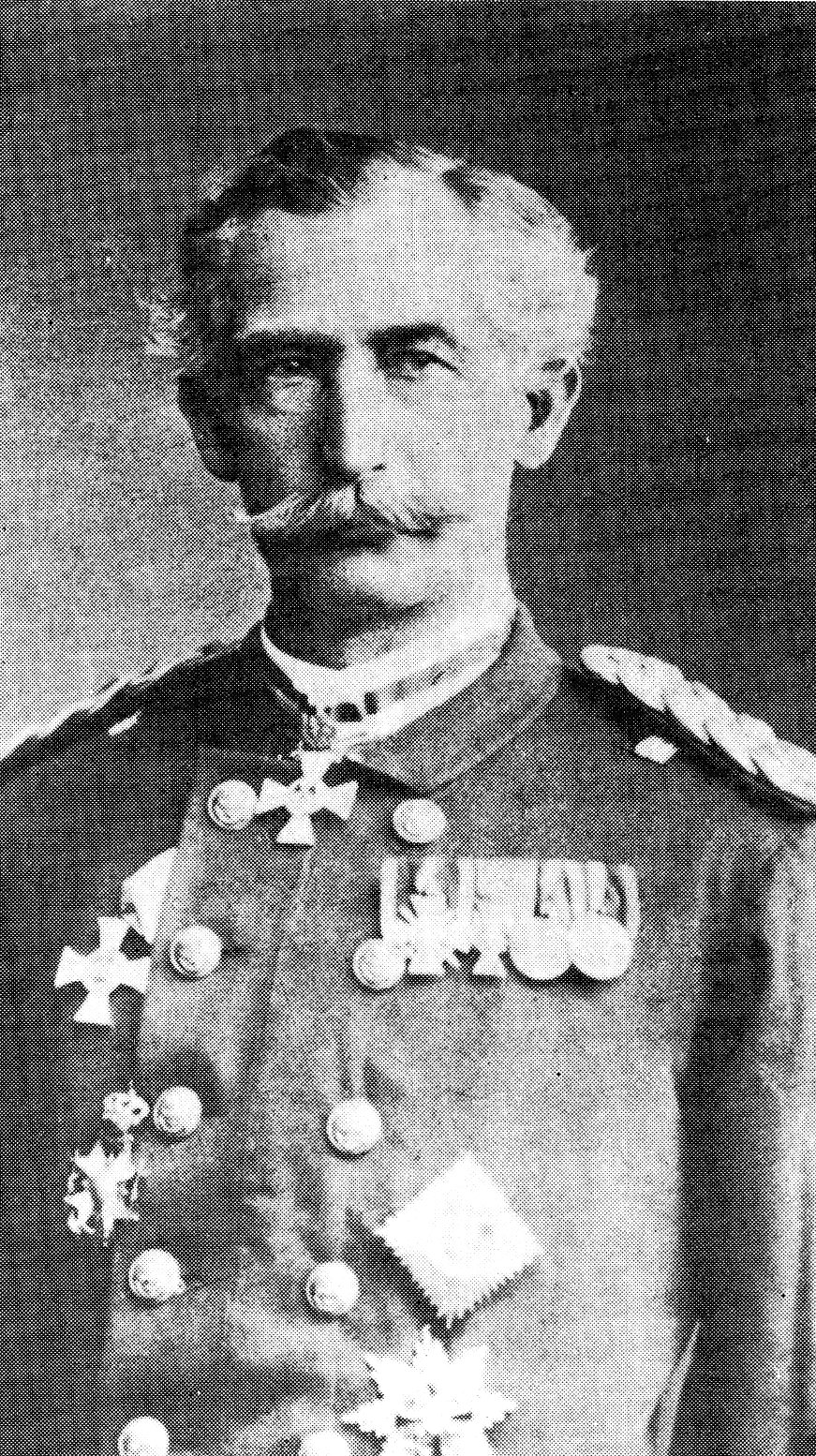
Franz Kinderling (1820–1895)

Obwohl die geringen Ressourcen der preußischen Marine eine ständige Stationierung eines Schiffes in Westindien eigentlich nicht ermöglichten, mussten Auswärtiges Amt und Marineministerium ab 1867 auf eintreffende dringende Ersuche für den Schutz deutscher Bewohner und von Vertretungen der Hansestädte reagieren. Die Gesuche betrafen zum einen Mexiko, wo sowohl die kaiserlich-maximilianischen als auch die liberalen Machthaber die deutschen Kaufleute unter Druck setzten, zum anderen Barranquilla in Kolumbien und Venezuela, wo Revolutionswirren angeblich den deutschen Handel gefährdeten. Albrecht von Roon lehnte im Marineministerium die feste Stationierung eines Schiffes zunächst mangels Kapazitäten ab, sicherte aber die vorübergehende Entsendung der Augusta in die Karibik zu, womit das Außenministerium einverstanden war. Unter ihrem Kommandanten Franz Kinderling stellte die Korvette am 27. August 1867 für den Winter 1867/68 für Westindien in Dienst.
Hauptsächliches Operationsgebiet sollte der Golf von Mexiko sein. Da die inzwischen neue mexikanische Regierung unter Benito Juárez noch nicht von Preußen (bzw. vom Norddeutschen Bund) anerkannt worden war, wurde Kinderling ein vorsichtiger aber einvernehmlicher Umgang mit den neuen mexikanischen Machthabern empfohlen, die Regierung sollte im Umgang mit den Behörden als Faktum anerkannt werden. Ziel war Veracruz. Die Wahl der übrigen anzulaufenden Häfen war Kinderling freigegeben.
Neben dem Ersuchen des Außenministeriums erhielt Kinderling von der Marine selbst durch Prinz Adalbert den weiteren Auftrag, Voruntersuchungen für die mögliche Gründung eines preußischen Flottenstützpunkts in einer wenig bekannten Bucht namens Limón an der Karibikküste Costa Ricas durchzuführen. Hintergrund waren Bemühungen eines als obskur geltenden ehemaligen preußischen Staatsangehörigen und nunmehrigen costa-ricanischen Staatsrats Estreber (alias Friedrich E. Streber), der mit Bismarck 1866 in Briefwechsel stand. Bismarck reagierte zurückhaltend und gab den Briefwechsel an das Marineministerium ab. Damit ergab sich für Prinz Adalbert und Roon durch die Reise der Augusta die Gelegenheit, auf das Angebot Estrebers zurückzukommen.
Erst nach zahlreichen Verzögerungen technischer Art erreichte die Korvette im März 1868 ihr Operationsgebiet. Damit begann die Präsenz der (nord)deutschen Marine auf der Westindischen Marinestation.
Nach kurzen Besuchen in Venezuela und Kolumbien lief die Augusta am 1. April Aspinwall an, zehn Tage später die Bucht von Limón, dem heutigen Puerto Limón. Zu Verhandlungen mit dem Präsidenten Costa Ricas, José María Castro Madriz, begab sich Kinderling in Begleitung eines indianischen Führers und einiger Besatzungsmitglieder der Augusta am 17. April 1868 auf die Reise nach San José, das die Gruppe durch den Urwald per Maultier und Kanu am 24. April erreichte. Schon am 25. April traf Kinderling mit Präsident Castro zusammen, doch die Verhandlungen mit der costa-ricanischen Regierung verliefen unverbindlich. Kinderling nahm selbst an, dass mit Rücksicht auf die Vereinigten Staaten eine Landabtretung höchstens an eine Privatgesellschaft, nicht jedoch an eine fremde Regierung in Frage käme. Vom 7. bis 9. Mai 1868 ritten die Deutschen in Begleitung eines costa-ricanischen Offiziers nach Puntarenas und besichtigten mit einem Boot die San-Lucas-Insel im Golf von Nicoya, die man für einen Flottenstützpunkt geeignet hielt. Nach seiner Rückkehr über Aspinwall, wo die Augusta inzwischen auf ihn wartete, segelte Kinderling wieder nach Norden, um seinen eigentlichen Auftrag, den Schutz der Deutschen in Mexiko, wieder aufzunehmen. Am 30. Mai 1868 erreichte die Augusta Veracruz, doch die Behörden verweigerten jede Kommunikation. Auf der Reede von Sacrificios erreichte ihn der Rückrufbefehl (aus Etatsgründen) vom 30. April. Die Augusta kehrte daher über New Orleans nach Europa zurück und lief am 20. Juli 1868 in Kiel ein.

### Handelskrieg im Deutsch-Französischen Krieg

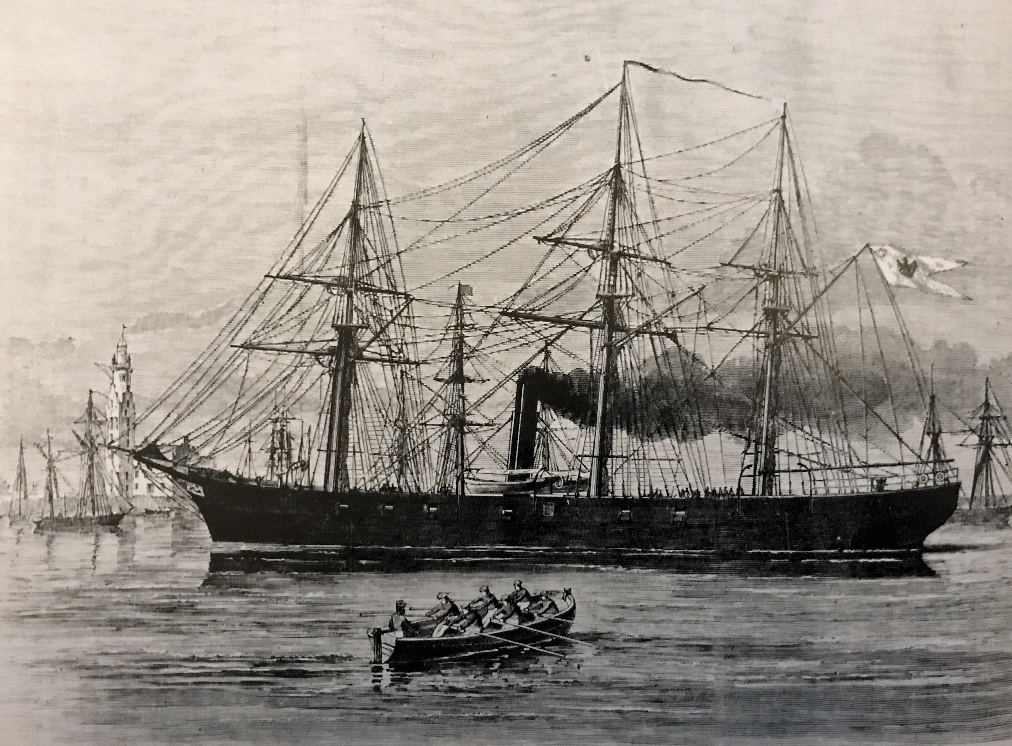
Die Augusta, kurz nach der Überführung 1864 auf der Reede von Bremerhaven, zeitgenössischer Holzschnitt

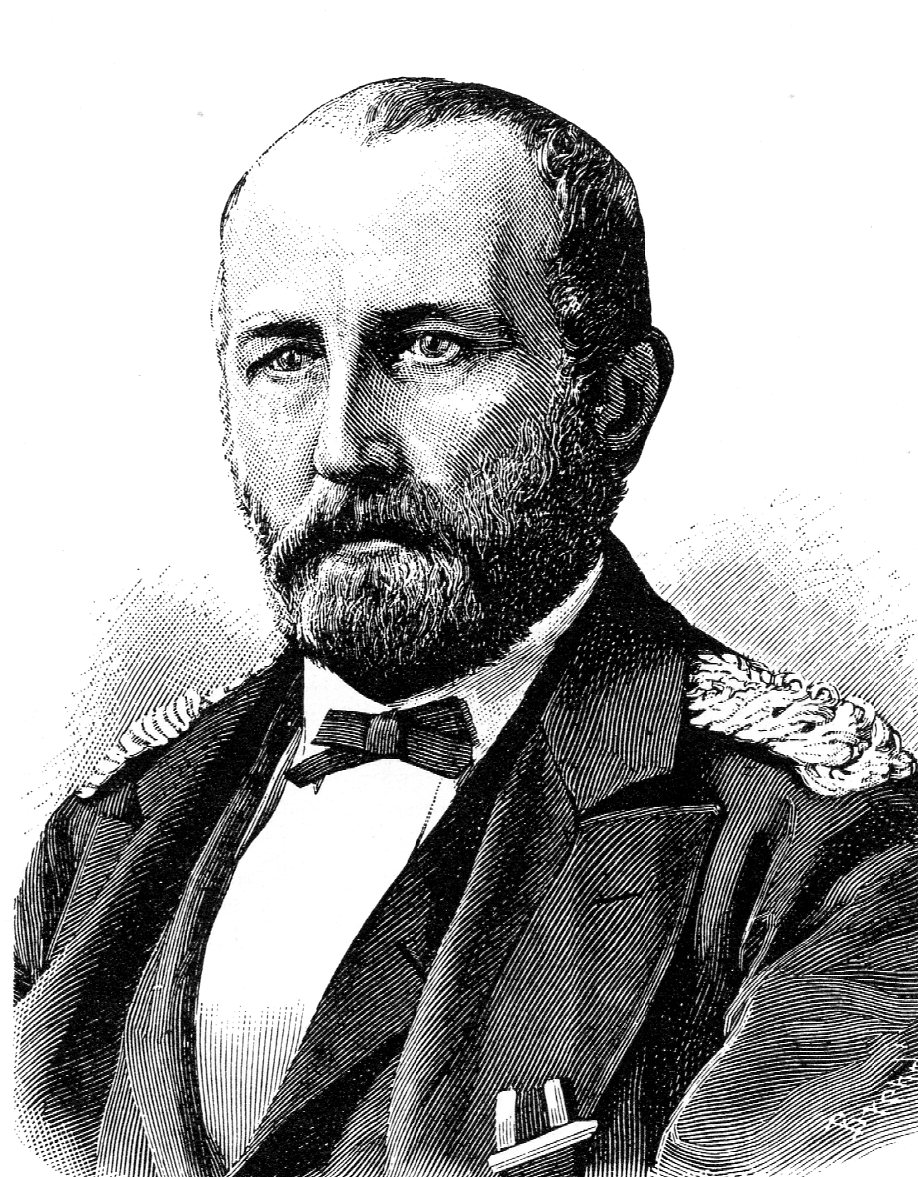
Kapitän zur See Johannes Weickhmann (1819–1897) um 1878

Im Deutsch-Französischen Krieg plante die Preußische Marine die Aufnahme des Kreuzerkrieges gegen französische Waffen- und Munitionslieferungen. Die Augusta stellte daraufhin am 26. Oktober 1870 in Dienst und lief, mit der erfahrenen Besatzung der Nymphe bemannt, von Danzig nach Kiel. Das Kommando hatte Korvettenkapitän Johannes Weickhmann. Der Einsatzbefehl verzögerte sich, da Bismarck zunächst befürchtete, der Kreuzerkrieg würde die Beziehungen zu Großbritannien und den Vereinigten Staaten stören, ließ sich aber schließlich umstimmen. Folgerichtig verließ die Augusta am 12. Dezember 1870 Kiel.
Unter der Flagge eines Handelsschiffs umrundete sie die Britischen Inseln und traf am 22. Dezember in Castletownbere ein. Dort wurde die preußische Marineflagge gesetzt und die Kohlebestände aus einem deutschen Dampfschiff ergänzt. In der Nacht des 25. Dezember verließ die Augusta Irland auf der Suche nach Handelsschiffen, die illegal Waffen aus den Vereinigten Staaten nach Frankreich transportierten. Kapitän Weickhmann, der davon ausging, dass solche Schiffe in Brest entladen würden, begann vor der Insel Ouessant, westlich des Hafens, zu patrouillieren. Am nächsten Tag inspizierte die Crew der Augusta zwei neutrale Schiffe, fand keine Schmuggelware und erlaubte ihnen, ihre Reise fortzusetzen. Stürme verhinderten die Suche nach weiteren Schiffen für die nächsten Tage. Am 2. Januar 1871 beschloss Weickhmann in der Hoffnung, Schiffe mit Kriegsmaterial zu finden, im Gebiet vor der Girondemündung zu patrouillieren. Zwei Tage später stoppte sie die französische Brigg St. Marc, die Lebensmittel für die französische Armee nach Bordeaux transportierte. Ein Marinekadett und fünf Besatzungsmitglieder gingen an Bord des Schiffes, das als Prise beschlagnahmt wurde, und brachten das Schiff nördlich um Schottland herum in einen deutschen Hafen. Kurz darauf stoppte die Augusta die französische Bark Pierre Adolphe, die ebenfalls Lebensmittel für die Armee geladen hatte. Ein weiterer Kadett und fünf Seeleute nahmen das Schiff als Prise. Auf beiden Schiffen führten die französischen Besatzungen die Schiffe unter der Leitung der preußischen Marineangehörigen weiter. Am 4. Januar stoppte die Korvette auch noch das Dampfschiff Mars der französischen Regierung, das Kriegswaffen als Ladung trug. Da die Augusta keine weitere Prisenbesatzung für das dritte Schiff bereitstellen konnte, wurde die Schiffsbesatzung gefangen genommen und das Schiff versenkt.
Da zu diesem Zeitpunkt die Kohlevorräte zur Neige gingen und das Risiko, französischen Kriegsschiffen zu begegnen, aufgrund ihrer Erfolge in der Region anstieg, segelte die Augusta nach Kap Finisterre weiter, wo sie drei neutrale Schiffe inspizierte. Am 7. Januar lief sie den spanischen Hafen Vigo an, um ihren Kohlenvorrat zu ergänzen. Die Kohlenversorgung begann allerdings erst am 12. Januar und so trafen französische Kriegsschiffe ein, darunter das Panzerschiff Héroïne, die den Hafen blockierten und die Augusta damit festsetzten. Erst mit dem Vorfrieden von Versailles vom 26. Januar wurde die Blockade aufgehoben. Am 7. Februar verließ die Augusta Vigo und kam am 21. Februar über einen Kohlestopp in Mandal in Wilhelmshaven an. In der Zwischenzeit war die Prise Pierre Adolphe den französischen Kriegsschiffen ausgewichen und hatte die norwegische Küste erreicht. Am 13. Februar lief sie dort auf Grund und die Besatzung wurde von norwegischen Fischern gerettet. Nach der Unterzeichnung des Frankfurter Friedensvertrags wurden die französischen Besatzungen an Bord der St. Marc nach Frankreich zurückgeführt. Weickhmann erhielt für den Einsatz der Augusta das Eiserne Kreuz 2. Klasse.

### Weitere Einsätze
Am 18. Dezember 1871 sollte die Augusta zu einem weiteren Einsatz in Westindien aufbrechen, aber die Reise wurde abgesagt und am 26. Januar 1872 wurde das Schiff für eine weitere Überholung außer Dienst gestellt. Während dieser Zeit wurde ihre Bewaffnung durch modernere Geschütze ersetzt. Nachdem die Arbeiten 1873 abgeschlossen waren, plante die Admiralität, sie im November dieses Jahres ins Mittelmeer zu entsenden, aber dieser Einsatz wurde ebenfalls abgesagt. Sie blieb bis zum 1. März 1874 außer Dienst und wurde schließlich wieder für einen weiteren Überseeeinsatz nach Mittel- und Südamerika in Dienst gestellt. Sie verließ Wilhelmshaven am 19. März unter dem Kommando von Korvettenkapitän Max von der Goltz. Nach der Ankunft in ihrem Stationsgebiet begann Augusta eine Tour durch südamerikanische Häfen, einschließlich eines Zwischenstopps in Montevideo am 5. Januar 1875. Die Unruhen in Spanien während des dritten Carlistenkrieges veranlassten die Admiralität, den Einsatz der Augusta in Westindien abzubrechen und das Schiff an die spanische Küste zu schicken, um die deutschen Interessen vor Ort zu schützen. Sie kam dort am 29. Januar an. Innerhalb der nächsten drei Monaten beruhigte sich die Situation, sodass die Präsenz der Kanonenboote Nautilus und Albatross für die Aufgabe als ausreichend erachtet wurde. Folgerichtig kehrte die Augusta nach einem Besuch in Lissabon vom 5. bis 25. Mai nach Westindien zurück. Im Juli besuchte die Korvette Haiti und reiste anschließend nach Uruguay weiter, wo Unruhen ihre Anwesenheit erforderlich machten. Im August und September fuhr sie aus demselben Grund nach Kolumbien. Am 25. November traf ihr Schwesterschiff Victoria ein, um sie auf der westindischen Station zu ersetzen. Die Augusta begann die Rückreise nach Deutschland und kam am 6. Januar 1876 in Wilhelmshaven an. Dort wurde sie für eine weitere Überholung außer Dienst gestellt, die auch den Austausch ihrer Kessel beinhaltete.
Am 20. September 1876 wurde die Augusta erneut in Dienst gestellt und das Schiff machte sich am 3. Oktober auf den Weg in den Südpazifik. Am 25. März 1877 erreichte das Schiff den Hafen von Apia. Der Schiffskommandant und der dortige deutsche Konsul Theodor Weber unterzeichneten dort mit den samoanischen Häuptlingen ein Handelsabkommen, dass deutschen Kaufleuten die Gleichstellung zu britischen und amerikanischen Händlern garantierte. Die Augusta ging dann nach Nukuʻalofa auf Tongatapu, der Hauptstadt von Tonga. Das Schiff blieb vom 4. bis 11. April dort. Als die Augusta nach Apia zurückkehrte, erhielt sie dort den Befehl, zur Ostasienstation zu wechseln. Am 21. Februar 1878 verließ das Schiff Apia und schloss sich den beiden Kanonenbooten an der chinesischen Küste, Nautilus und Cyclop, an. Die drei Schiffe wurden mit der Durchsetzung von Handelsabkommen mit der chinesischen Regierung beauftragt. Der Aufenthalt der Augusta auf der Station war aber nur von kurzer Dauer und nach dem Eintreffen ihres Ersatzes, der Korvette Leipzig, verließ sie am 5. Juli die chinesischen Gewässer, um nach Deutschland zurückzukehren. Ihr Heimweg führte über den Sueskanal und das Mittelmeer und sie kam am 14. Oktober in Wilhelmshaven an. Zwei Wochen später wurde sie wieder außer Dienst gestellt. Von August 1879 bis Dezember 1881 wurde das Schiff überholt und ihre Takelage reduziert.
Mitte der 1880er Jahre war die Augusta vollkommen veraltet, auch was den Platzbedarf für die Besatzung anging. Am 14. April 1885 wurde die Augusta daher nur wieder in Dienst gestellt, um Ersatzmannschaften zu Schiffen auf ausländischen Stationen zu transportieren. Am 28. April schiffte sie unter dem Kommandanten Kapitän Falkow von Gloeden Besatzungen für die Korvette Gneisenau und die Kanonenboote Albatross und Hyäne ein und verließ Deutschland in Richtung Australien. Sie passierte den Sueskanal und erreichte am 31. Mai die Insel Perim, wo sie für die weitere Reise kohlte. Sie reiste in der Nacht vom 1. auf den 2. Juni ab. Dies war der letzte Kontakt mit dem Schiff. Sie sollte am 17. Juni in Albany, Australien, sein, aber vier Wochen nachdem sie Perim verlassen hatte, war die Augusta immer noch nicht angekommen, was zu einer Untersuchung zum Verschwinden des Schiffes und ihrer 222 Mann starken Besatzung führte. Handelsschiffe, die die Route liefen, welche die Augusta genommen haben sollte, meldeten keine Sichtung des Schiffes und deutsche Kriegsschiffe von der ostafrikanischen Station wurden geschickt, um nach Trümmern zu suchen. Es wurde jedoch keine Spur des Schiffes oder ihrer Besatzung gefunden und am 13. Oktober wurde sie offiziell für verloren erklärt. Die Untersuchung ergab, dass ein Zyklon das Schiff, das nicht stark genug gebaut war, um einen starken Sturm zu überstehen, offenbar im Golf von Aden versenkt hatte. Der Zyklon versenkte auch den französischen Aviso Le Renard zusammen mit einem britischen und einem osmanischen Dampfer. Der Verlust der Augusta war der dritte Schiffsverlust der deutschen Marinegeschichte nach dem Schoner Frauenlob 1860 und der Korvette Amazone 1861.

## Kommandanten
4. Juli 1864 bis 16. September 1865
- Korvettenkapitän Gustav ††

1. Juli 1866 bis 21. Oktober 1866
- Kapitänleutnant Marinus Struben

23. September 1867 bis 7. September 1868
- Korvettenkapitän Franz Kinderling

26. Oktober 1870 bis 24. April 1871
- Korvettenkapitän Johannes Weickhmann

18. Dezember 1871 bis 26. Januar 1872
- Korvettenkapitän Christian Donner

8. Dezember 1872 bis 20. Dezember 1872 Überführungsfahrt
- Korvettenkapitän Karl Paschen

1. März 1874 bis 6. Januar 1876
- Korvettenkapitän/Kapitän zur See Max von der Goltz

20. September 1876 bis 28. Oktober 1878
- Korvettenkapitän Ludwig Hassenflug: bis September 1878
- Kapitänleutnant Anton Langemak: Juli 1878 bis September 1878 in Vertretung
- Korvettenkapitän Max Schulze: September/Oktober 1878

14. April 1885 bis Anfang Juni 1885 Untergang
- Korvettenkapitän Falkow von Gloeden (†)